# Rémi de Lyon
Saint Rémi fut archevêque de Lyon de 852 à sa mort, en 875.

## Biographie
Estimé et révéré par l’empereur Lothaire, et de ses fils Charles et Lothaire qui lui succéderont, Rémi acquiert la réputation d'une grande sagesse. Il est nommé archevêque de Lyon en 852. Par des ordonnances successives de ces souverains, il obtient, peu à peu, la restitution des biens de son église, dispersés par la cupidité des seigneurs voisins et les incursions des Sarrasins.
Il vécut en une période troublée où le christianisme dut faire face à de nombreuses thèses hérétiques, et eut à défendre ardemment l'enseignement des saints Pères de l’Église. Il sera secondé par le Diacre Florus, prêtre théologien lyonnais, notamment dans la réfutation des notions de Jean Scot Érigène qui s'opposaient à la doctrine de saint Augustin, maître qu’il vénérait. Il publia lui-même deux principaux ouvrages :
- Résolution d’une question :  De la condamnation de tous les hommes par Adam et de la délivrance  de quelques-uns par Jésus-Christ  (critique des idées nouvelles sur la prédestination, le libre-arbitre de l’homme et de la grâce efficace)
- De l’attachement inviolable à la vérité (critique des décisions de l’assemblée de Quierzy)

Par son charisme, Rémi s’attache Adon, un moine de Ferrière, venu de l’entourage de l'évêque de Sens, qu’il plaça vers 855 sur le siège épiscopal de Vienne. Il pèsera de son autorité dans plusieurs conciles qui se tiendront à Soissons, en 866 ; à Verberie, en 869 ; à Reims, en 871 ; à Chalon, en 873 et 875.
Il eut à intervenir auprès du pape Nicolas en faveur de Lothaire II qui subissait les foudres du siège pontifical à la suite de la répudiation de Theutberge, sa première épouse stérile. Mais il ne parvint pas à fléchir le pape, quand il défendit les évêques de Trèves et de Cologne, excommuniés pour avoir permis et prononcé ce divorce.
Il meurt le 28 octobre 875. Son corps est enseveli dans le monastère de Saint-Just. Le 16 décembre 1287, ses restes sont transférés à la primatiale Saint-Jean ; mais le pillage de l'église au cours des guerres de religion les fit disparaître (1562).